# Kościół Nawiedzenia Najświętszej Maryi Panny w Brzezinach
Kościół Nawiedzenia Najświętszej Maryi Panny w Brzezinach – katolicki kościół parafialny zlokalizowany we wsi Brzeziny w gminie Drawno, w powiecie choszczeńskim (województwo zachodniopomorskie).

## Historia i architektura
Murowany w konstrukcji ryglowej kościół został wzniesiony w 1756 roku. Pierwotnie był świątynią ewangelicką. Sytuowana na planie prostokąta budowla kryta jest dachem dwuspadowym. Okna mają kształt prostokątny. Prezbiterium zamknięte jest prostą ścianą. Do południowej elewacji dostawiona jest kruchta. W 1967 roku kościół przeszedł przebudowę, w trakcie której zbutwiałe drewniane elementy konstrukcji wymieniono na ceglane.
Od zachodu do kościoła przylega wieża. W jej niższej, murowanej w konstrukcji szachulcowej części, umieszczone jest wejście. W wyższych kondygnacjach, wzniesionych z drewna, umieszczone są niewielkie okienka. Wieżę nakrywa czterospadowy dach, zwieńczony krzyżem. Na wieży zawieszony jest dzwon z 1754 roku. We wnętrzu nie zachowały się żadne elementy historycznego wyposażenia.
Po II wojnie światowej kościół został poświęcony jako świątynia katolicka w dniu 23 marca 1946 roku. Od 1985 roku pełni funkcję kościoła parafialnego.